# Ethelurgus collaris
Ethelurgus collaris là một loài tò vò trong họ Ichneumonidae.